# Plebe

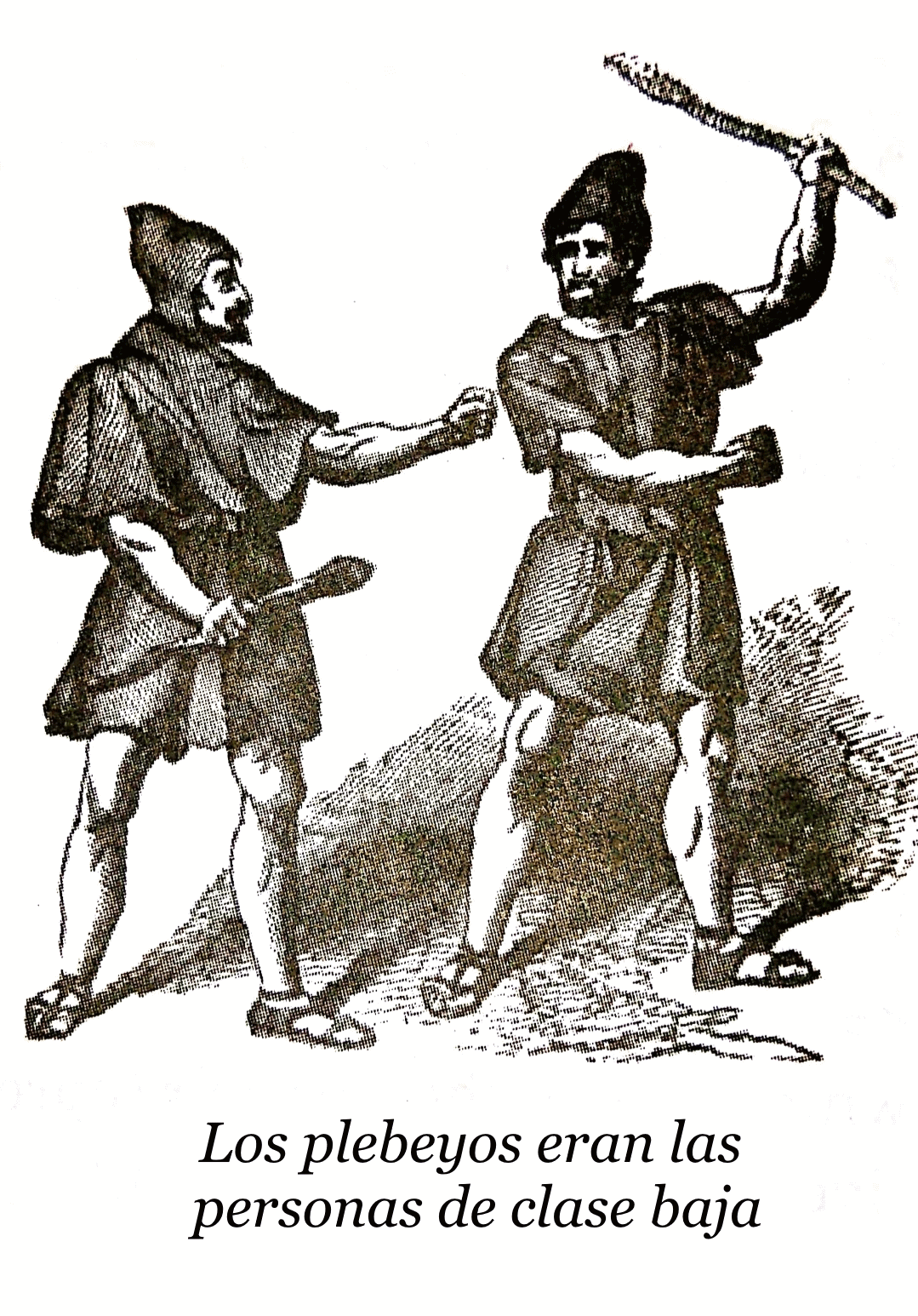
Litografía de unos plebeyos

Plebe y plebeyos (en latín plebes) fue la denominación de un grupo social de la Roma antigua. Lo formaban, según la terminología empleada por la historiografía romana clásica, los que no tenían gens, es decir, los que no podían remontar su origen a las primeras familias que míticamente fundaron Roma con Rómulo y que se denominaban patricios (patres, patriciī); y, al menos inicialmente, no formaban parte del Populus Rōmānus ni de ninguna de sus tribus o curias. La etimología de plebes, no aclarada, parece sugerir la condición de los plebeyos como "hijos de la tierra"; que no tienen antepasado conocido, a diferencia de los patricios, y ser las divinidades terrenales las que los protegen, mientras que los patricios se vinculan a los dioses olímpicos.

## Evolución
Si inicialmente el término pudo hacer referencia a la población de procedencia foránea (como eran los metecos en Atenas), tal condición dejó de tener sentido con el paso del tiempo, pues los plebeyos no se consideraban extranjeros (bárbaros) sino ciudadanos romanos; y tenían como tales obligaciones (destacadamente el servicio militar) y ciertos derechos políticos. No eran tampoco una clase social basada en la riqueza; por lo que para designarlos suele utilizarse la expresión "ordo plebeius" ("orden plebeyo"), no exenta de impropiedad. El término en sí era de una gran extensión pues entre los plebeyos existían situaciones muy diferentes a todos los niveles.
La tradición atribuye al rey Servio Tulio (siglo VI a. C.) la inscripción de la plebe en registros públicos, organizándola en corporaciones artesanas (los collegia), siguiendo la clasificación que Plutarco atribuye a un rey muy anterior, Numa Pompilio: flautistas, tintoreros, zapateros, orífices, broncistas, carpinteros, curtidores y alfareros. Estas reformas de Servio Tulio, basadas en el censo, permitieron que la plebe entrara a formar parte del ejército y de los comicios centuriados y, posteriormente, en el contexto de las luchas entre patricios y plebeyos que caracterizaron los primeros siglos de la República romana, hasta del mismo Senado, accediendo a todas las magistraturas. Presionados por las demandas de la plebe, los patricios consintieron la redacción de un código legal público y escrito (Ley de las XII Tablas) que fue sucesivamente enmendado y ampliado con nuevas leyes que concedían a los plebeyos nuevos derechos (al matrimonio, al sacerdocio, etc.), la capacidad de voto en las distintas asambleas romanas y la eficacia legal de sus resoluciones (plebiscita), y la designación exclusiva de dos magistrados (los tribunos de la plebe) con poderes para garantizar sus derechos. Los enfrentamientos patricio-plebeyos se produjeron desde la Secessio plebis del 494 a. C. hasta la promulgación de la Lex Hortensia en el 287 a. C.

## Homines novi,equites,adsiduiyproletarii
La composición social de la plebe romana en los últimos siglos de la República comprendía: un pequeño pero muy influyente grupo de homines novi, muy enriquecidos, del que surgían personajes carismáticos que realizaban una exitosa carrera militar y política (cursus honorum); los equites, con riqueza suficiente para costearse lo necesario para el cumplimento del servicio militar en caballería; los adsidui, pequeños propietarios, que estaban obligados al servicio militar en infantería, lo que en las épocas de continua movilización les obligaba a endeudarse, con riesgo de perder sus propiedades, cayendo en la condición de cliente de un rico; y los proletarii, que no poseían nada (se denominaban así por considerar que su contribución al Estado era su "prole").

## Libertos y esclavos
Una condición social particular tenían los libertos, esclavos emancipados, bien por decisión testamentaria de sus dueños, por méritos contraídos durante su período de esclavitud o por haber comprado su libertad. El número de los esclavos romanos (que, al no ser libres, tampoco eran ciudadanos, y por tanto, tampoco pertenecían a la plebe) creció durante la época republicana hasta llegar a convertirse en la base social del modo de producción dominante hasta la crisis del siglo III.

## Uso posterior
En el Antiguo Régimen se utilizaba extensamente el término "plebe"  "plebeyo" para designar al, "común", "estado llano" o tercer estado, el tercero de los estamentos en que se dividía la sociedad estamental.
En la Edad Contemporánea, ya en condiciones de igualdad legal, el término "plebe" ha pasado a ser sinónimo de "clase baja", "masas" o "vulgo", mientras que el término "plebeyo" se utiliza como antónimo de "noble".